# Dirty Angels
Pour plus de détails, voir Fiche technique et Distribution.
Dirty Angels est un film américain réalisé par Martin Campbell et sorti en 2024.

## Synopsis
Lors du retrait des troupes américaines d'Afghanistan en août 2021, un groupe de soldates est envoyé pour sauver des étudiantes, filles de diplomates étrangers et de politiques afghans (dont la fille du ministre de l'Éducation de l'Afghanistan et la fille de l'ambassadeur américain) kidnappées par un groupe terroriste affilié à l'État Islamique, ennemi des talibans.
Après une tentative de sauvetage — ratée par un groupe de Delta Force (tous tués) — l'armée américaine recrute Jake (Jessica Rabit), une soldate, pour diriger une nouvelle mission de sauvetage. Celle-ci rassemble une équipe de 60% de femmes (pour être crédibles) extrêmement qualifiées : Rocky (mécanicienne), Geek (technicienne, bidouilleuse), Shooter (spécialiste des armes, sniper), La Bombe (spécialiste des explosifs) et Medic, pour reprendre l'opération. Elles se font passer pour le personnel d'une ONG, groupe humanitaire international, dirigé par le Dr Mike. Le groupe, aidé par un gradé de l'armée afghane et la ministre de l'Éducation, est confronté à la fois à Daech et aux talibans.
Une fois les otages libérées et évacuées par hélicoptère, le film se termine sur Jake et Malik (un afghan chauffeur du camion de l'« ONG » devenu ami de Jake), décidant de retourner secourir Rocky, restée prisonnière des terroristes.

## Fiche technique
Sauf indication contraire, les informations mentionnées dans cette section peuvent être confirmées par la base de données cinématographiques IMDb,  présente dans la section « Liens externes ».
- Titre original : Dirty Angels
- Réalisation : Martin Campbell
- Scénario : Alissa Sullivan Haggis et Jonas McCord, d'après une histoire de Jonas McCord et Martin Campbell
- Musique : Rupert Parkes
- Décors : Kes Bonnet
- Costumes : Irina Kotcheva
- Photographie : David Tattersall
- Montage : James Page
- Production : Moshe Diamant, Yariv Lerner et Robert Van Norden
- Sociétés de production : Millennium Media (en) et Nu Boyana Film Studios
- Société de distribution : Lionsgate (États-Unis)
- Budget : 35 millions de dollars[1]
- Pays de production :  États-Unis
- Langue originale : anglais américain
- Format : couleur
- Genre : action, thriller
- Durée : 104 minutes
- Dates de sortie[2] :
  - États-Unis : 13 décembre 2024 (en salles et en vidéo à la demande)
- Classification[3] :
  - États-Unis : R
- Lieux de tournage : Maroc

## Distribution
- Eva Green : Jake (Jessica Rabit)
- Maria Bakalova : La Bombe
- Rona-Lee Shimon : Rocky
- Jojo T. Gibbs : Geek
- Emily Bruni : Shooter
- Ruby Rose : Medic
- Edmund Kingsley : Dr. Mike
- Christopher Backus : Travis
- George Iskandar : Amir, le chef du groupe terroriste
- Reza Brojerdi : Malik, chauffeur du camion
- Aziz Çapkurt : Abbas, grand-frère de Malik, chauffeur de taxis
- Zoha Rahman : Malalai
- Laëtitia Eïdo : Awina, afghane amie de Jake

## Production
En septembre 2022, il est annoncé que Martin Campbell va réaliser le film, avec Eva Green en tête d'affiche. En novembre, Ruby Rose, Maria Bakalova, Rona-Lee Shimon et Jonica T. Gibbs sont également confirmés,. Christopher Backus rejoint le film le mois suivant.
Le tournage débute en décembre 2022 en Maroc et dans les studios appartenant à Nu Boyana Film Studios près de Thérmi en Grèce,. Les prises de vues s'achèvent en février 2023.

## Sortie et accueil
Dirty Angels sort en vidéo à la demande et dans certains cinémas américains le 13 décembre 2024.